# پس ما چی (ترانه پینک)
«پس ما چی» (به انگلیسی: What About Us) تک‌آهنگی از هنرمند اهل ایالات متحده آمریکا پینک است که در هفتمین آلبوم استودیویی وی ترومای زیبا (۲۰۱۷) قرار داشت.
این تک‌آهنگ در چارت‌های اسکاتلند، لهستان، استرالیا، سوئیس، در رتبه اول و در چارت‌های کانادا، والونیا، فرانسه، اسپانیا، پرتغال، اتریش، فلاندرز، بریتانیا، جزو ده ترانه اول قرار گرفت.